# Спинка (династия)
Спинка (Сапанта) — хасидская династия из Шапонцы (Szaplonca, на идише — Спинка) в королевстве Венгрия, сегодня — Сэпынца в Румынии, недалеко от границы с Венгрией.
Спинковский хасидизм возник в XIX веке. Основателем этого течения был раввин Йосеф Меир Вайс, автор книги «Имрей Йосеф». Ему наследовал его сын раввин Исаак Вайс (автор "Хакаль Ицхак" ивр. חקל יצחק‎, который был убит нацистами в годы Холокоста.
После Второй Мировой войны династия разделилась, и потомки их живут в Вилиамсбурге в Бруклине, Иерусалиме Бней-Браке.
Среди фамилий спинковских раввинов — Вайс, Кахана и Хоровиц.
В 2008 году разгорелся финансовый скандал — хасидов признали виновным в уклонении от налогов и отмывании денег через счета «Спинки».